# Comedie neagră
Comedia neagră sau grotescă este o lucrare de comedie care conține elemente de umor negru. Definiția umorului negru este problematică, susținându-se că aceasta ar corespunde conceptului de umor macabru.
Termenul umor negru (din franceză; humour noir) a fost introdus de către teoreticianul suprarealist André Breton în 1935, pentru a desemna un subgen al comediei și al satirei, în care râsul rezultă din cinism și scepticism, de multe ori bazându-se pe teme cum ar fi moartea.

## Exemple

### Film
- 1947 Domnul Verdoux (Monsieur Verdoux), regia Charlie Chaplin
- 1964 Fata în doliu (La Niña de luto), regia Manuel Summers
- 1976 Rețeaua, regia Sidney Lumet
- 1985 O noapte ciudată (After Hours), regia Martin Scorsese
- 1994 Pulp Fiction, regia Quentin Tarantino
- 1999 American Beauty, regia Sam Mendes
- 2003 Moșul cel rău (Bad Santa), regia Terry Zwigoff
- 2014 Omul Pasăre sau Virtutea nesperată a ignoranței, regia Alejandro González Iñárritu
- 2017 El Camino Christmas, regia David E. Talbert
- 2019 Parazit, regia Bong Joon-ho

### Desene animate
- Happy Tree Friends
- Mr. Pickles
- South Park
- Rick and Morty
- Povestiri din criptă
- Draculaș, vampirul iepuraș